# Jessica Moore (Schauspielerin)
 Jessica Moore auch Gilda Germano, bürgerlicher Name: Luciana Ottaviani, (* 8. August 1967 in Urbino, Marken) ist eine italienische Schauspielerin, die hauptsächlich in Erotik- und Horrorfilmen auftrat.

## Karriere
Moore arbeitete unter ihrem bürgerlichen Namen als Model, bevor sie 1986 von dem Regisseur Joe D’Amato für den Film Kloster der 1000 Todsünden (La monaca del peccato) entdeckt wurde. Bekannt wurde sie insbesondere durch ihre zweite Zusammenarbeit mit D’Amato, dem Sexploitationfilm Elf Tage und elf Nächte aus dem Jahr 1987, in dem sie die Hauptrolle übernahm. Ein Jahr später folgte die Fortsetzung Top Model. In beiden Filmen spielt sie eine Autorin, die für ihre erotischen Novellen recherchiert. 1990 drehte D’Amato den dritten Teil der Reihe unter dem Titel Das Testament der Begierde. Moore hatte sich zu diesem Zeitpunkt bereits aus dem Filmgeschäft zurückgezogen, woraufhin ihre Rolle mit Kristine Rose besetzt wurde. Der dritte Teil konnte nicht an den Erfolg der ersten beiden Teile anschließen und bedeutete das Ende der Reihe.
Moore spielte neben ihrer Arbeit mit D’Amato Nebenrollen in den Filmen Casanova, unter dem Pseudonym Gilda Germano, von Simon Langton, Sodomas tödliche Rache von Lucio Fulci, Riflessi di luce, Non aver paura della zia Marta von Mario Bianchi und Fuga dalla morte von Enzo Milioni.
Nach drei Jahren in der Filmbranche zog sich Moore 1989 aus der Öffentlichkeit zurück.

## Filmografie
- 1986: Kloster der 1000 Todsünden (La monaca del peccato)
- 1987: Elf Tage und elf Nächte (Eleven Days, Eleven Nights)
- 1987: Casanova (Fernsehfilm)
- 1988: Top Model
- 1988: Riflessi di luce
- 1988: Non aver paura della zia Marta
- 1988: Il fantasma di Sodoma
- 1989: Luna di sangue
- 1989: Classe di ferro (Fernsehserie, eine Folge)